# David Hand
David Dodd Hand, meist David Hand, David D. Hand oder Dave Hand (* 23. Januar 1900 in Plainfield, New Jersey; † 11. Oktober 1986 in San Luis Obispo, Kalifornien), war ein US-amerikanischer Animator, Filmregisseur und Filmproduzent. Hand führte Regie bei den Produktionen Schneewittchen und die sieben Zwerge (1937) und Bambi (1942).

## Leben
David D. Hand begann seine Karriere in den 1920er Jahren in New York, wo er die Filme der Reihe Out of the Inkwell, eine Zeichentrickserie (zu deutsch: Aus dem Tintenglas) animierte. Im Jahr 1930 ging er zu den Walt Disney Studios, bei denen er wegen seiner großen Begabung schnell zu einem der Top-Animateure wurde. 1944 verließ er Walt Disney, und ab 1946 arbeitete er unter anderen an den Animations-Serien Animaland und Musical Paintbox mit. Die Produktion dieser Serien wurde 1950 beendet und Hand ging zur Alexander Film Company, wo er dann die nächsten achtzehn Jahre arbeitete.

## Auszeichnungen
- Zahlreiche seiner Filme wurden ausgezeichnet. Hand selbst erhielt 1984 den nach Winsor McCay genannten Annie Award (Winsor McCay Award), den Oscar der Animationsfilme. 1994 wurde er von der Walt Disney Company mit dem Titel Disney Legend geehrt.
- 2018: Retro Hugo Award für Bambi als Beste Drama Präsentation

## Filmografie (Auswahl)

### Animationsfilme
- 1931: Picknick im Grünen
- 1931: Mickys Geburtstagsparty
- 1932: Der tolle Hund
- 1932: The Bears and Bees
- 1932: Mickey in Arabia
- 1932: Just Dogs
- 1932: Flowers and Trees
- 1932: Mickys Alptraum
- 1932: Trader Mickey
- 1932: König Neptun
- 1932: The Whoopee Party
- 1932: Bugs in Love
- 1932: Der freche Kanarienvogel
- 1943: Victory Through Air Power

### Regisseur
- 1926: The Tail of the Monkey
- 1933: Old King Cole
- 1935: Die drei kleinen Waisenkätzchen (Three Orphan Kittens)
- 1936: Mutter Pluto
- 1937: Schneewittchen und die sieben Zwerge
- 1942: Bambi
- 1980: Disco Micky

### Produzent
- 1947: Animaland
- 1949: Canterbury Road
- 1949: Somerset
- 1950: Ginger Nutt’s Forest Dragon
- 1962: Exploring